# Dottor David Livesey
Il dottor David Livesey è un personaggio immaginario e uno dei protagonisti del romanzo del 1883 L'isola del tesoro di Robert Louis Stevenson.
Quando Jim scoprì la mappa del tesoro del Capitano Flint, lui, insieme al Signor John Trelawney, rimase al suo fianco. È una delle tre persone che decidono di intraprendere un viaggio verso l'isola alla ricerca del tesoro, insieme a Jim Hawkins e Trelawney. Durante il viaggio, ha svolto un ruolo importante aiutandogli a trovare il tesoro con la sua intelligenza e il suo coraggio.

## Caratterizzazione
È un medico e un magistrato, un uomo importante nella società rurale del sud-ovest dell'Inghilterra, dove si apre la storia; indossa una parrucca bianca che segna la sua posizione sociale. È un amico di Jim Hawkins e del cavaliere John Trelawney. Fuma la pipa occasionalmente.
Il dottor Livesey non viene mai descritto da Stevenson, lasciando che il medico si descriva attraverso le proprie azioni. È intelligente, coraggioso e forte di carattere, avendo la capacità di mantenere il suo temperamento freddo contro l'astuto e più spietato Long John Silver.
Devoto al suo giuramento di Ippocrate, il dottor Livesey è una persona diplomatica e gentile, e accetta persino curare i pirati gravemente feriti, anche se hanno cercato di ucciderlo e potrebbero riprovarci.
Livesey è anche un veterano: uomo di notevole coraggio, aveva combattuto nella battaglia di Fontenoy ed era stato ferito in azione. Anche se a un certo punto venne giustamente rimproverato dal capitano Alexander Smollett, probabilmente ha la maggior parte del merito per il successo della spedizione.

## Storia
Il dottor Livesey debutta nel primo capitolo quando si reca alla taverna "Ammiraglio Benbow" per prendersi cura del padre malato di Jim Hawkins, resistendo ai modi da attaccabrighe del capitano pirata Billy Bones. Alla seguente morte di Bones e alla scoperta della mappa del tesoro, Livesey si unisce ai piani del cavaliere John Trelawney per recuperare il tesoro del famigerato Capitano Flint. Livesey suggerisce di reclutare un equipaggio per la spedizione, ma con discrezione, esortando Trelawney a mantenere segreto lo scopo del viaggio della Hispanola.
Quando Hawkins (che ora presta servizio come mozzo) scopre il complotto dei pirati, avverte il capitano Smollett, Trelawney e Livesey, e questi suggeriscono di mantenere la calma e non lasciare che nessuno dell'equipaggio si accorga della loro scoperta, e riescono a pianificare la loro fuga sull'isola con i loro pochi uomini fidati. Il medico racconta la loro successiva fuga dalla nave e il loro accampamento nel vecchio fortino di Flint, che include un'antica palizzata.
Livesey combatte bene contro l'attacco dei pirati di Silver, e, con il capitano Smollett ferito, si assume la responsabilità della sicurezza. Agendo in base al racconto di Jim delle sue precedenti avventure, si propone di trovare Ben Gunn e riesce a conquistare la lealtà del naufrago offrendogli del cacio. Poi negozia una tregua con Silver accettando di cedergli la mappa del tesoro, ormai inutile all'insaputa di Silver. Durante la successiva battaglia sul luogo del tesoro saccheggiato, arriva opportunamente insieme a Gunn per salvare Jim e Silver.